# Vojin Saša Vukadinović
Vojin Saša Vukadinović (* 1979) ist ein Historiker, Geschlechterforscher und Publizist. Er forscht und veröffentlicht u. a. zu politischer Gewalt, zur Geschichte von Emanzipationsbewegungen und hat mehrere Sammelbände zu Antisemitismus und Rassismus herausgegeben.

## Leben
Vukadinović studierte Geschichte, Germanistik und Geschlechterforschung an der Albert-Ludwigs-Universität Freiburg und der Universität Basel. 2008 bis 2010 war er Stipendiat am Graduiertenkolleg Geschlecht als Wissenskategorie der Humboldt-Universität zu Berlin, von 2011 bis 2015 wissenschaftlicher Assistent am Zentrum Gender Studies der Universität Basel. Von 2015 bis Ende 2017 war er Koordinator des Graduiertenkollegs des Zentrums Geschichte des Wissens der Universität Zürich und ETH Zürich sowie Lehrbeauftragter am Historischen Seminar der Universität Zürich. Er promovierte am Friedrich-Meinecke-Institut der Freien Universität Berlin. Von 2020 bis 2023 war er als Redakteur für die Debattenzeitschrift Schweizer Monat tätig. Seit 2024 ist er wissenschaftlicher Mitarbeiter am Lehrstuhl für Kirchen- und Religionsgeschichte an der Universität Paderborn und forscht im Rahmen des Projekts „Kirchenhistorische Einordnung zum Missbrauch im Erzbistum Paderborn (2002–2022)“ zu sexueller Gewalt ebendort.

## Werk
Vukadinovićs Promotionsprojekt Politik des Ressentiments. Antifeminismus, Linksterrorismus, Sexualmoral beschäftigte sich mit der Rezeption politischer Gewalt in der Bundesrepublik Deutschland der 1970er Jahre, insbesondere mit der Geschlechtergeschichte des deutschen Linksterrorismus.
Für den Berliner Querverlag hat Vukadinović die Sammelbände Freiheit ist keine Metapher (2018), Zugzwänge (2020) und Siebter Oktober Dreiundzwanzig (2024) herausgegeben. Insbesondere der erste Band stieß auf viel Resonanz: Anja Thiele lobte, dass Vukadinović doppelt marginalisierten Stimmen eine Öffentlichkeit gebe. Er entgegne dem Kulturrelativismus einiger Linker, dass die Idee der Aufklärung nicht von der Kultur- oder Religionsangehörigkeit abhänge, sondern universal sei.
Er hat Vivien Goldmans musikgeschichtliche Abhandlung Die Rache der She-Punks sowie Material Girls von Kathleen Stock ins Deutsche übertragen. Gemeinsam mit Ali Tonguç Ertuğrul und Sabri Deniz Martin äußert er sich unregelmäßig zu identitätspolitischen Fragen. Ferner hat er zu Künstlerinnen wie Sarah Schumann oder Yayoi Kusama publiziert. Vukadinović ist auch als Kunstkritiker tätig. Er setzt sich für das Andenken an die exilierten Schriftstellerinnenschwestern Mela Hartwig und Grete Hartwig-Manschinger ein, zu denen er auch publiziert hat. Gleiches gilt für Maria Gleit.
Seine Anthologie zur Zeitschrift Die Schwarze Botin wurde breit besprochen.
Vukadinovićs journalistische Artikel, Essays, Interviews und Kommentare erschienen u. a. in den deutschen Wochenzeitungen Jungle World, Die ZEIT und der Freitag, der Tageszeitung FAZ, dem politischen Magazin Cicero, der Kulturzeitschrift Ästhetik und Kommunikation, der Schweizer Tageszeitung Neue Zürcher Zeitung, und dem Kulturmagazin Texte zur Kunst. Für den Schweizer Monat interviewte er u. a. Ayaan Hirsi Ali, Zeruya Shalev, Yehuda Bauer, Caroline Fourest, Sally Haslanger, Vivek Ramaswamy, Hélène Cixous, Thomas Chatterton Williams, Garri Kasparow und Jan Philipp Reemtsma. Ferner hat er für die Zeitschrift Persönlichkeiten des Kulturlebens porträtiert, darunter Bice Curiger, Ilma Rakusa, Philipp Tingler, Zora del Buono, Curdin Orlik und Christoph Geiser.

## Mitgliedschaften
Vojin Saša Vukadinović ist Mitglied des Netzwerk Wissenschaftsfreiheit und im PEN Berlin.

## Kontroversen: Beißreflexe-Debatte
In dem Anfang 2017 erschienenen von Patsy l’Amour laLove herausgegebenen Sammelband Beißreflexe kritisierte Vukadinović aktuelle Trends innerhalb der Queer-Theorie und der Gender Studies. Im Mittelpunkt seiner Kritik stehen Ansätze, die er als kulturrelativistisch bezeichnet. Gerade die Gender Studies müssten sich seiner Ansicht nach mit Frauenunterdrückung und Homosexuellenhass auch in anderen Kulturkreisen beschäftigen – und mit spezifisch deutschen Formen des Rassismus. Als beispielhafte Vertreterinnen der kritisierten Ansätze führt er Sabine Hark, Judith Butler und Daniela Hrzán an. In der Zeitschrift Emma schrieb er im Anschluss an Beißreflexe, die Gender Studies seien der akademische „Sargnagel der Frauenemanzipation“. Es herrsche ein Judith-Butler-Monolog, was u. a. eklatante Forschungslücken zur Folge habe. Die gesellschaftspolitische und weitere akademische Wirkung der Gender Studies sei gering.
Butler und Hark warfen Vukadinović daraufhin in einem Beitrag in Die Zeit vor, er skandalisiere mit „Furor und beißender Häme“ angebliche Fehlentwicklungen in den Gender Studies und verunglimpfe Vertreter der Gender- und Queer Studies. Dieser Betrag wurde seinerseits kritisiert von Jakob Hayner und Ljiljana Radonić. Eine ausführliche Replik auf den Emma-Beitrag wiederum publizierte Paula-Irene Villa. Weitere Aufmerksamkeit erhielt die Debatte von verschiedenen Seiten bis ins Jahr 2020 u. a. in Beiträge in der NZZ, im Jahrbuch Sexualitäten und im Sammelband Irrwege.
Die ZUKUNFT, die Zeitschrift der österreichischen Sozialdemokratie, druckte Vukadinovićs EMMA-Beitrag in ihrer Feminismus-Ausgabe 2023 neu ab. Die Redaktion nannte den „viel diskutierten Beitrag“ einen „pointierten Artikel“, der helfe, „den derzeitigen Stand der Diskussion auf den Punkt zu bringen.“

## Publikationen (Auswahl)

### Monografien
- Autoritäre Lust. Antiimperialismus und Sexualität seit den 1970er Jahren. Querverlag, Berlin 2021, ISBN 978-3-89656-287-6

### Herausgeberschaft
- Freiheit ist keine Metapher. Antisemitismus, Migration, Rassismus, Religionskritik. Querverlag, Berlin 2018, ISBN 978-3-89656-269-2.
- Die schwarze Botin. Ästhetik, Kritik, Polemik, Satire 1976 – 1980. Wallstein Verlag, Göttingen 2020, ISBN 978-3-8353-3785-5.
- Zugzwänge. Flucht und Verlangen. Querverlag, Berlin 2020, ISBN 978-3-89656-291-3.
- Randgänge der Neuen Rechten. Philosophie, Minderheiten, Transnationalität. transcript Verlag, Bielefeld 2022, ISBN 978-3-8376-5996-2.
- Rassismus. Von der frühen Bundesrepublik bis zur Gegenwart. De Gruyter Oldenbourg, Berlin 2023 (Open Access via degruyter.com).
- Siebter Oktober Dreiundzwanzig: Antizionismus und Identitätspolitik. Querverlag, Berlin 2024, ISBN 978-3-89656-344-6.

### Zeitschriftenredaktion
- TEXT+KRITIK, Nr. 239, Juni 2023: Mela Hartwig (zusammen mit Marijke Box), München 2023.
- Ariadne. Forum für Frauen- und Geschlechtergeschichte, Nr. 80: Frauenemanzipation in islamischen Ländern. Vom 19. Jahrhundert bis in die Gegenwart (zusammen mit Mette Bartels), Kassel 2024.
- ZUKUNFT. Die Diskussionszeitschrift für Politik, Gesellschaft und Kultur, Nr. 10/2024: Siebter Oktober Dreiundzwanzig (zusammen mit Alessandro Barberi und Barbara Serloth).
- Medienimpulse. Beiträge zur Medienpädagogik, Nr. 3, 2024: Antisemitismus (zusammen mit Alessandro Barberi und Barbara Serloth), Wien 2024.

### Zeitschriftenbeiträge und Kapitel in Sammelbänden
- „‚one world – one struggle – one enemy’: The occupation of the Amerikahaus in West-Berlin, 1980“. In: Jan Hansen, Christian Helm/Frank Reichherzer (Hg.) Making Sense of America. How Protest Related to America in the 1980s and Beyond, Frankfurt am Main/New York 2015, S. 71–87.
- „Öffentliches Ärgernis: Feministin. Zum Skandal um Iris von Rotens Frauen im Laufgitter“. In: Traverse. Zeitschrift für Geschichte/Revue d’histoire, Nr. 3/2015, S. 87–101.
- „Geistreich, elegant, vorbildlich. Zu Silvia Bovenschen (1946-2017)“. In: Jahrbuch Sexualitäten 2018, Göttingen 2018, S. 262–269.
- „We the Living. The first American novel on Soviet Russia, the ‚soul of any dictatorship’, and its aftermath in the Cold War“. In: American Communist History 17(2):232-246, 2018.
- Nachwort zu Mela Hartwig, Inferno, Graz/Wien 2018, S. 196–215.
- „Ein Buch für Alle und Keine. Monique Wittigs Les Guérillères als ‚Große Weigerung’ in epischer Form“. In: Benedikt Wolf (Hg.) SexLit. Neue kritische Lektüren zu Sexualität und Literatur, Berlin 2019, S. 170–201.
- „‚Our future is the future for many’. Kleenex/LiLiPUT, Punk und die Schweiz“. In: Traverse. Zeitschrift für Geschichte/Revue d’histoire, Nr. 2/2019, S. 72–91.
- „Drei Herrscher der Schöpfung. Hasan al-Banna, Sayyid Qutb, Mohammed Qutb und das Erbe der Moslembruderschaft“. In: Frauen und Geschichte Baden-Württemberg e. V. (Hg.) Antisemitismus – Antifeminismus. Ausgrenzungsstrategien im 19. und 20. Jahrhundert, Königstein/Taunus 2019, S. 131–158.
- „From West Berlin without love. The magazine Die Schwarze Botin and the Promise of Revolution“. In: Janin Afken/Benedikt Wolf (Hg.) Sexual Culture in Germany in the 1970s. A Golden Age for Queers?, Cham 2019, S. 161–192.
- „Die Organisation Internationaler Revolutionäre. Eine transnationale Schaltstelle politischer Gewalt mit Schweizer Rückhalt“. In: Adrian Hänni, Daniel Rickenbacher, Thomas Schmutz (Hg.) Über Grenzen hinweg. Transnationale politische Gewalt im 20. Jahrhundert, Frankfurt am Main/New York 2019, S. 307–328.
- „Radikale für den Kapitalismus. Die Objektivisten in New York City, 1962-1968“. In: Marcus Böick, Marcel Schmeer (Hg.) Im Kreuzfeuer der Kritik. Umstrittene Organisationen im 20. Jahrhundert, Frankfurt am Main/New York 2020, S. 500–521.
- „Das rassistische Bedürfnis. Gender-Theorie, xenophile Projektion, narzisstische Kränkung“. In: Till Randolf Amelung (Hg.), Irrwege. Analysen aktueller queerer Politik, Berlin 2020, S. 309–357.
- „Eine der Seltenen. Zu Sarah Schumann (1933-2019)“. In: Jahrbuch Sexualitäten 2020, Göttingen 2020, S. 209–217.
- „‚Let me make one thing perfectly clear’. Richard Nixon and the language of transparency“. In: Jens-Ivo Engels, Frédéric Monier (Hg.) History of Transparency in Politics and Society, Göttingen 2020, S. 121–135.
- „Eine Zeitschrift für die Wenigsten“. In: Vojin Saša Vukadinović (Hg.) Die Schwarze Botin. Ästhetik, Kritik, Polemik, Satire 1976-1980, Göttingen 2020, S. 11–66.
- „Proletarisch lieben“. Nachwort zu Grete Hartwig-Manschinger, Rendezvous in Manhattan. Amerikanischer Roman, Wien 2021, S. 261–286.
- „Dirk Moses und die ‚Pluralisierung‘ von Erinnerungskultur. Eine antizionistische Geschichte der Gegenwart“ (zusammen mit Ali Tonguç Ertuğrul und Sabri Deniz Martin). In: Stella Leder (Hg.) Über jeden Verdacht erhaben? Antisemitismus in Kunst und Kultur, Berlin/Leipzig 2021, S. 130–142.
- „‚Ich hab’s nicht gelesen, aber‘ … Fünf Jahre Beißreflexe“ (zusammen mit Patsy l’Amour laLove und Till Randolf Amelung). In: Jahrbuch Sexualitäten 2022, Göttingen 2022, S. 140–151.
- „Monument des Degout. Wolfgang Gedeon als Heimphilosoph“. In: Vojin Saša Vukadinović (Hg.) Randgänge der Neuen Rechten. Philosophie, Minderheiten, Transnationalität, Bielefeld 2022, S. 129–149.
- „‚Struktureller Rassismus‘. Der terminologische Beitrag zur Rassifizierung der Gesellschaft“. In: Ingo Elbe et al. (Hg.) Probleme des Antirassismus. Postkoloniale Studien, Critical Whiteness und Intersektionalitätsforschung in der Kritik, Berlin 2022, S. 47–66.
- „Cancel-Culture-Skeptiker. Über die ideologischen Konturen eines Sozialphänomens und seine akademischen Folgen“. In: Zeitschrift für Politik, Sonderband 10, 2022: Wissenschaftsfreiheit, S. 180–200.
- „‚…in Erinnerung an die schöne Zeit in Dahlem‘. Karin Magnussen, reichsdeutsche Rassenforscherin und bundesdeutsche Biologielehrerin“. In: Vojin Saša Vukadinović (Hg.) Rassismus. Von der frühen Bundesrepublik bis zur Gegenwart, Berlin 2023, S. 69–124.
- „Autoritäre Läuterung von ‘68. Hadayatullah Hübsch und die patriarchale Abschottung migrantischer Mädchen in der Ahmadiyya-Gemeinde“ (mit Ali Tonguç Ertuğrul und Sabri Deniz Martin). In: Vojin Saša Vukadinović (Hg.) Rassismus. Von der frühen Bundesrepublik bis zur Gegenwart, Berlin 2023, S. 123–151.
- „Krawall am Rande. Ulrike Meinhofs Fernsehspiel Bambule, 1970“. In: Melanie Babenhauserheide, Kalle Krämer, Benedikt Wolf (Hg.) Ästhetisierungen von Kindheit und Jugend nach 1968. Interdisziplinäre Fallanalysen, Weinheim 2023, S. 60–77.
- „Traumarbeit. Zu Elisabeth Lenk (1937-2022)“. In: Jahrbuch Sexualitäten 2023, Göttingen 2023, S. 183–192.
- „Der kommende Scheiterhaufen. Mela Hartwig als politische Schriftstellerin“. In: TEXT+KRITIK, Nr. 239: Mela Hartwig, Juli 2023, S. 67–73.
- „Ankommen, Staunen, Zurückkehren. Grete Hartwig-Manschingers unveröffentlichter Exilroman Didi fährt nach Amerika“, in: Jahrbuch Exilforschung 2023, Berlin/Boston 2023, S. 179–198.
- „Rassistisches Wissen 1978-1983. Der vergessene migrantische Beitrag zur frühen Rechtsextremismus-Forschung“, in: Archiv für Sozialgeschichte, Band 63, 2023, S. 365–385.
- „Die Hosen anhaben. Maria Gleit und die letzten Tage der Weimarer Republik“, Nachwort zu Maria Gleit, Abteilung Herrenmode. Roman eines Warenhausmädels, Wien 2023, S. 301–366.
- „Rolf Pohle and the failing of 1968. The life of a professional revolutionary in the ‚Red Decade’ and beyond“, in: Sandra Dahlke/Nikolaus Katzer/Denis Sdvizhkov (Hg.), Revolutionary Biographies in the 19th and 20th Century. Imperial – Inter/national – Decolonial, Göttingen 2024, S. 273–289.
- „Das It-Girl der Vernunft als Echo der Verhältnisse. Heide Heinz (1939-2022)“, in: Jahrbuch Sexualitäten 2024, Göttingen 2024, S. 199–207.
- „RAWA. Der Kampf um Frauenbefreiung in Afghanistan“, in: Ariadne. Forum für Frauen- und Geschlechtergeschichte, Nr. 80, 2024, S. 168–181.